# German American Partnership Program
Das German American Partnership Programm (kurz GAPP) wurde 1972 vom Goethe-Institut Boston begonnen, seit 1983 vom Pädagogischen Austauschdienst (PAD) bei dem Sekretariat der Ständigen Konferenz der Kultusminister der Länder in der Bundesrepublik Deutschland (KMK, Bonn) in Zusammenarbeit mit dem New Yorker Goethe-Institut betreut. Es hat sich zum größten Partnerschaftsprogramm für deutsche und amerikanische Schulen entwickelt.
Bundesweit nahmen 2006 insgesamt 10509 deutsche und amerikanische Schüler im Rahmen von 755 Schulpartnerschaften des GAPP teil. Für die kommenden Jahre werden nach einem starken Einbruch der Teilnehmerzahlen nach den Terroranschlägen vom 11. September 2001 wieder steigende Zahlen erwartet.
Die Förderung für Schulpartnerschaftsprogramme im deutsch-amerikanischen Schüleraustausch, in finanzieller Hinsicht besonders für die amerikanischen Gruppen interessant, ist an verschiedene Bedingungen geknüpft. So soll eine bestehende Partnerschaft kontinuierlich fortgesetzt werden, wobei auch tatsächlich gegenseitige Besuche erfolgen sollen. Da die Partnerschaftsprogramme vor allem der Förderung des Deutschunterrichts in den USA dienen, konnten bei dem Programm anfänglich nur Schulen berücksichtigt werden, die Deutschunterricht als Schulfach anbieten. Mittlerweile können auch Partnerschaften geschlossen oder fortgeführt werden, die ein "Projekt statt DaF" ins Zentrum des Austauschs rücken. Somit ist ein kultureller Austausch möglich, auch wenn an der amerikanischen High School Deutsch nicht als Fremdsprache unterrichtet wird.
Auf beiden Seiten des Atlantiks können allgemeinbildende und berufliche Schulen der Sekundarstufe an dem Programm teilnehmen. Das German-American Partnership Program bietet den Schulen mit Fortbildungsmaßnahmen und Informationsmaterial für die betreuenden Lehrer und mit einem finanziellen Zuschuss eine große Hilfe bei der Realisation der von den einzelnen Partnerschulen eigenständig organisierten Austauschaktivitäten an.
Das Programm fördert nicht nur den Deutschunterricht in den USA, sondern auch die interkulturelle Beziehung der beiden Staaten, die Erweiterung der Fremdsprachenkompetenz deutscher Schüler und eine nachhaltige Verbesserung der Beziehungen zwischen Amerikanern und Deutschen.

## German American Virtual Exchange (GAVE)
Die Abkürzung GAVE steht für German American Virtual Exchange und ist eine digitale Alternative zu realen Schülerbegegnungen im Rahmen des GAPP-Programms, die 2020 aufgrund der COVID-19-Pandemie vom Pädagogischen Austauschdienst und dem Goethe-Institut in New York ins Leben gerufen wurde. Teilnehmen können bereits bestehende deutsch-amerikanische Schulpartnerschaften, aber auch neue Partnerschaften können digital begonnen werden. Außerdem können Lehrkräfte Fördermittel beantragen und bekommen pädagogisches Material und Anregungen für den Onlineaustausch zur Verfügung gestellt.

## Partnerschulen (Beispiele)
- Hans-Carossa-Gymnasium Berlin mit der Saint Francis Highschool in Saint Francis (Minnesota)
- Anton-Bruckner-Gymnasium Straubing mit der Riverbend Highschool und Courtland Highschool in Fredericksburg (Virginia)
- Christian-von-Dohm-Gymnasium mit der Glendora High School in Glendora (Kalifornien).
- Gymnasium Oberalster mit der Melrose High School in Melrose, (Massachusetts) (seit 1976)[4]
- Steinbart-Gymnasium und amerikanische Naperville North High School in Naperville (Illinois)
- Hochrhein-Gymnasium Waldshut und die High-School von Corvallis (Oregon).
- Werner-von-Siemens-Gymnasium mit der Upper Moreland High School in Willow Grove, (Pennsylvania) (seit 2011).
- Walburgisgymnasium Menden mit der Technical Highschool und der Apollo Highschool in St. Cloud (Minnesota)[5] (seit 2010).
- Max-Planck-Gymnasium mit der Manatee County Schools in Bradenton (Florida).
- Gymnasium „Am Breiten Teich“ mit der University School of Milwaukee (seit 2011).
- Bertolt-Brecht-Gymnasium Dresden mit der Spencer High School in Spencer in Clay County (Iowa) (seit 1992).
- Friedrich-Ebert-Gymnasium mit der Kirkwood High School in Saint Louis (Missouri)[6] (seit 1986).
- Thomas-Mann-Gymnasium mit Grand Haven
- Christoph-Scheiner-Gymnasium mit Marquette University High School
- Schickhardt-Gymnasium Herrenberg mit der Wenatchee High School in Wenatchee (Washington)
- Käthe-Kollwitz-Gymnasium mit der Classen School of Advanced Studies in Oklahoma City (Oklahoma)
- Carl-von-Ossietzky Gesamtschule (Köln) mit der Perry Meridian High School (Indianapolis)